# بلند شو (آلبوم چندآهنگه)
بلند شو (انگلیسی: Get Up) دومین آلبوم چندآهنگه (ئی‌پی) از گروه دخترانه اهل کره جنوبی، نیوجینز است که در ۲۱ ژوئیه ۲۰۲۲ توسط ادور منتشر شد. تهیه‌کنندگی آن بر عهدهٔ پارک جین سو، فرانکی اسکوکا، کاترینا استلتنبرگ و هنریته متزفلدت و شامل شش قطعه است. از نظر متن ترانه، این ئی‌پی حول محور احساساتی همچون دوستی و عشق می‌چرخد.

## جدول‌های موسیقی
| جدول (۲۰۲۳)                                  | بالاترین جایگاه |
| -------------------------------------------- | --------------- |
| آلبوم‌های اتریشی (آلبوم‌های او۳)               | ۷               |
| آلبوم‌های بلژیکی (اولتراتاپ فلاندرز)          | ۷               |
| آلبوم‌های بلژیکی (اولتراتاپ والونیا)          | ۱۸              |
| آلبوم‌های کانادایی (بیلبورد)                  | ۴               |
| آلبوم‌های هلندی (جدول‌های هلند)                | ۳۲              |
| آلبوم‌های فرانسوی (اس‌ان‌ئی‌پی)                  | ۵               |
| آلبوم‌های آلمانی (۱۰۰ آلبوم برتر رسمی)        | ۱۰              |
| آلبوم‌های مجارستانی (ماهاز)                   | ۱۴              |
| آلبوم‌های ایرلندی (ایرما)                     | ۱۹              |
| آلبوم‌های ژاپنی (اوریکون)                     | ۴               |
| آلبوم‌های ترکیبی ژاپنی (اوریکون)              | ۳               |
| آلبوم‌های داغ ژاپنی (بیلبورد ژاپن)            | ۴               |
| آلبوم‌های نیوزیلند (آرام‌ان‌زد)                 | ۳               |
| آلبوم‌های لهستانی (ZPAV)                      | ۵۸              |
| آلبوم‌های اسکاتلندی (شرکت جدول‌های رسمی)       | ۳               |
| آلبوم‌های کره جنوبی (گائون)                   | ۲               |
| آلبوم‌های اسپانیایی (پروموزیکای)              | ۲۵              |
| آلبوم‌های فیزیکی سوئدی (فهرست برترین‌های سوئد) | ۳               |
| آلبوم‌های سوئیسی (جدول موسیقی سوئیس)          | ۸               |
| آلبوم‌های بریتانیا (شرکت جدول‌های رسمی)        | ۱۵              |
| بیلبورد ۲۰۰ ایالات متحده                     | ۱               |
| آلبوم‌های موسیقی ملل ایالات متحده (بیلبورد)   | ۱               |

| Chart (2023)               | Position |
| -------------------------- | -------- |
| آلبوم‌های ژاپنی (اوریکون)   | ۹        |
| آلبوم‌های کره جنوبی (گائون) | ۳        |

| جدول (۲۰۲۳)                           | جایگاه |
| ------------------------------------- | ------ |
| آلبوم‌های بلژیکی (آولتراتاپ فلندرز)    | ۱۵۵    |
| آلبوم‌های فرانسوی (اس‌ان‌ئی‌پی)           | ۱۹۷    |
| آلبوم‌های ژاپنی (اوریکون)              | ۶۴     |
| آلبوم‌های داغ ژاپنی (بیلبورد ژاپن)     | ۷۱     |
| آلبوم‌های کره جنوبی (گائون)            | ۱۷     |
| بیلبورد ۲۰۰ ایالات متحده              | ۱۳۴    |
| آلبوم‌های جهانی ایالات متحده (بیلبورد) | ۴      |

## تاریخچه انتشار
| منطقه | تاریخ         | فرمت                       | ناشر | منابع  |
| ----- | ------------- | -------------------------- | ---- | ------ |
| مختلف | ۲۱ ژوئیه ۲۰۲۳ | سی‌دی دانلود دیجیتال استریم | ادور | [ ۳۲ ] |